# Dera Ismail Khan
Dera Ismail Khan (en pachtou : ډیرہ اسماعیل خان ; Dera Īsmāil Khān) est une ville pakistanaise située dans la province de Khyber Pakhtunkhwa. Elle est la capitale du district de Dera Ismail Khan. La ville est desservie par un aéroport domestique, et une gare.
La population de la ville a été multipliée par près de quatre entre 1972 et 2017, passant de 58 778 habitants à 217 457. Entre 1998 et 2017, la croissance annuelle moyenne s'affiche à 4,6 %, largement supérieure à la moyenne nationale de 2,4 %. En 2023, la population de la ville monte à 220 575 habitants.
La ville est majoritairement peuplée de locuteurs du saraiki, puisque plus de 73 % des habitants en parlent la langue. On trouve une importante minorité de Pachtounes (16 %) tandis que 10 % parlent ourdou.
Essentiellement musulmane, la ville inclut une petite minorité chrétienne, comptant presque 2 500 fidèles, environ 1 % des habitants de la ville.
Le taux d'alphabétisation de la ville s'élève à 81 % en 2023 (contre une moyenne nationale de 61 % et provinciale de 51 %), dont 86 % pour les hommes et 75 % pour les femmes.
Elle est la sixième plus grande ville de la province de Khyber Pakhtunkhwa.
|            | 1972 (rec.) | 1981 (rec.) | 1998 (rec.) | 2017 (rec.) | 2023 (rec.) |
| ---------- | ----------- | ----------- | ----------- | ----------- | ----------- |
| Population | 58 778      | 68 145      | 92 114      | 217 457     | 220 575     |